# Encruzilhada (ort)
Encruzilhada är en ort i Brasilien.   Den ligger i kommunen Encruzilhada och delstaten Bahia, i den östra delen av landet, 800 km öster om huvudstaden Brasília. Encruzilhada ligger 627 meter över havet och antalet invånare är 4 711.
Terrängen runt Encruzilhada är kuperad åt nordost, men åt sydväst är den platt. Encruzilhada ligger nere i en dal. Runt Encruzilhada är det glesbefolkat, med 20 invånare per kvadratkilometer.. Det finns inga andra samhällen i närheten.
Omgivningarna runt Encruzilhada är huvudsakligen savann.